# Women's Challenge
Le Women's Challenge est une course cycliste sur route par étape féminine disputée annuellement de 1984 à 2002 dans le sud de l'Idaho aux États-Unis. Durant ses 19 années d'existence, elle a été la plus prestigieuse course cycliste féminine d'Amérique du Nord. À partir de son intégration au calendrier de l'Union cycliste internationale (UCI), elle est devenue l'une des courses les plus importantes au monde, attirant les meilleures coureuses mondiales.
L'UCI a refusé son intégration au calendrier international en 1990, en raison du nombre d'ascension, des distances et du nombre d'étapes et de la durée de la compétition jugés excessifs.
À la fin des années 1990, le Women's Challenge a, grâce aux sponsors, offert la plus grande prime pour une compétition féminine, et pour une compétition cycliste en Amérique du Nord, hommes et femmes confondus. Les primes distribuées ont atteint un maximum de 125 000 $.
Le retrait de sponsors a cependant conduit à une baisse des primes à 75 000 $ lors de la dernière édition en 2002. Aucun sponsor-titre n'a pu être trouvé l'année suivante, provoquant l'annulation de la course.

## Palmarès

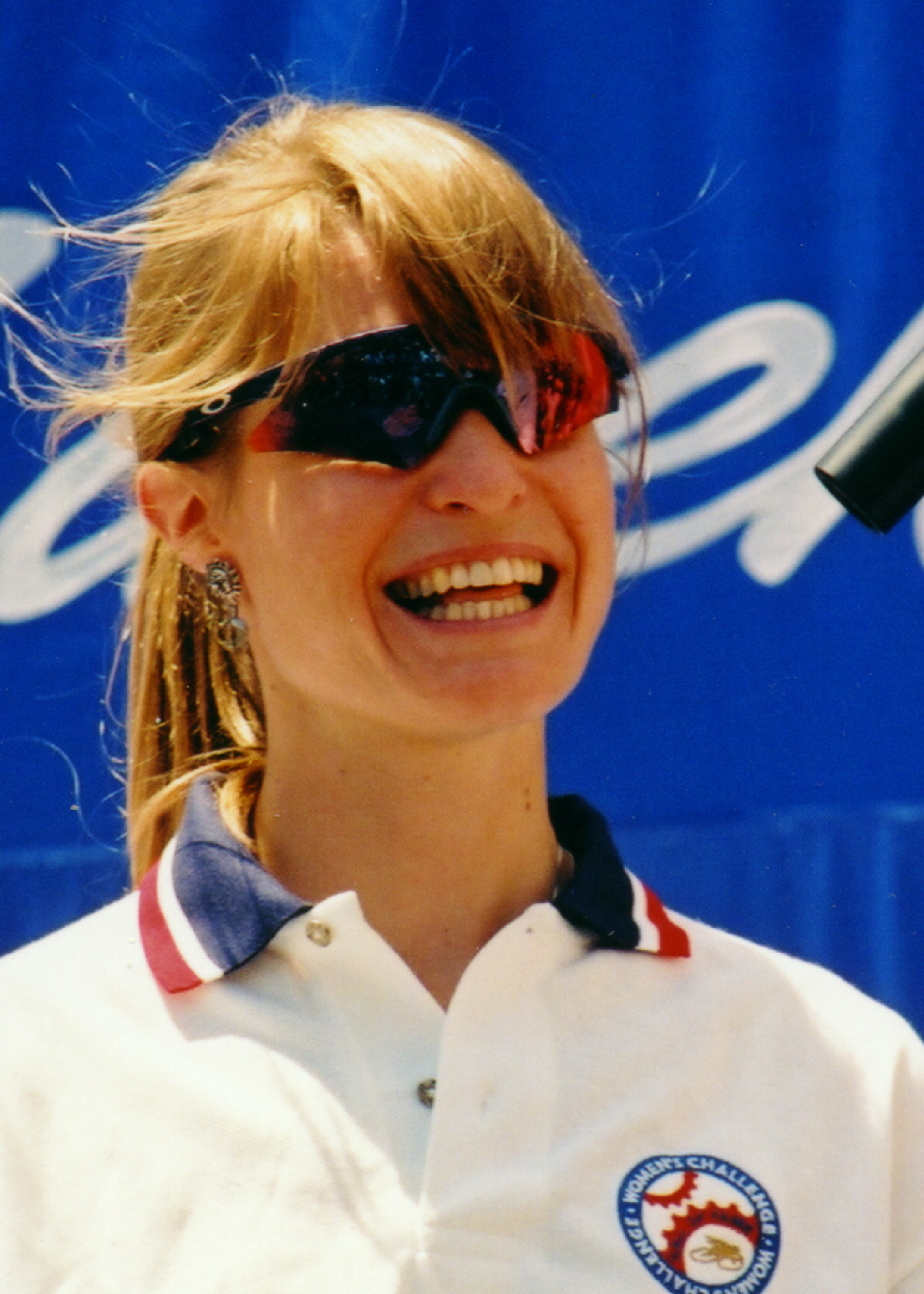
Rebecca Twigg, lauréate des trois premières éditions, ici en 1999

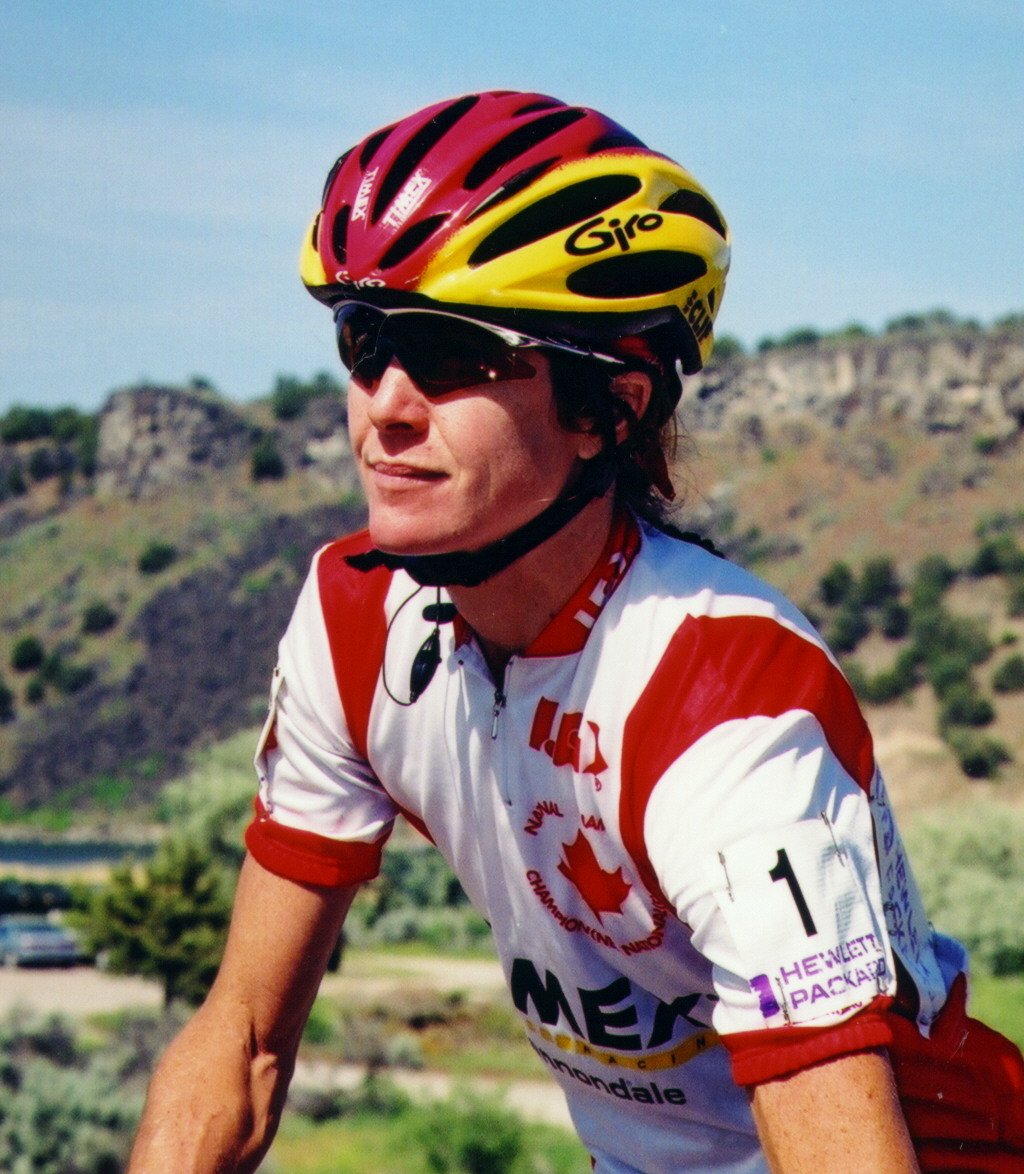
Linda Jackson, vainqueur en 1998, ici lors du Women's Challenge 1999

| Année | Vainqueur                | Deuxième                   | Troisième                |
| ----- | ------------------------ | -------------------------- | ------------------------ |
| 1984  | Rebecca Twigg (USA)      | Cynthia Olavarri (USA)     | Inga Thompson (USA)      |
| 1985  | Rebecca Twigg (USA)      | Inga Thompson (USA)        | Sally Kittredge (USA)    |
| 1986  | Rebecca Twigg (USA)      | Madonna Harris (NZL)       | Susan Ehlers (USA)       |
| 1987  | Inga Thompson (USA)      | Katrin Tobin (USA)         | Susan Ehlers (USA)       |
| 1988  | Katrin Tobin (USA)       | Jane Marshall (USA)        | Sara Neil (CAN)          |
| 1989  | Lisa Brambani (GBR)      | Ruthie Matthes (USA)       | Jane Marshall (USA)      |
| 1990  | Inga Thompson (USA)      | Ruthie Matthes (USA)       | Lisa Brambani (GBR)      |
| 1991  | Jeannie Longo (FRA)      | Dede Demet (USA)           | Daiva Čepeliene (LTU)    |
| 1992  | Eve Stephenson (USA)     | Inga Thompson (USA)        | Jeanne Golay (USA)       |
| 1993  | Jeanne Golay (USA)       | Eve Stephenson (USA)       | Karen Kurreck (USA)      |
| 1994  | Clara Hughes (CAN)       | Anne Samplonius (CAN)      | Karen Kurreck (USA)      |
| 1995  | Dede Demet (USA)         | Jeanne Golay (USA)         | Mari Holden (USA)        |
| 1996  | Anna Wilson (AUS)        | Clara Hughes (CAN)         | Dede Demet (USA)         |
| 1997  | Rasa Polikevičiūtė (LTU) | Linda Jackson (CAN)        | Zulfiya Zabirova (RUS)   |
| 1998  | Linda Jackson (CAN)      | Valentina Polkhanova (RUS) | Diana Žiliūtė (LTU)      |
| 1999  | Jeannie Longo (FRA)      | Mari Holden (USA)          | Zulfiya Zabirova (RUS)   |
| 2000  | Anna Wilson (AUS)        | Diana Žiliūtė (LTU)        | Sarah Ulmer (NZL)        |
| 2001  | Lyne Bessette (CAN)      | Judith Arndt (GER)         | Rasa Polikevičiūtė (LTU) |
| 2002  | Judith Arndt (GER)       | Geneviève Jeanson (CAN)    | Kimberly Bruckner (USA)  |

## Sources
- (en) Cet article est partiellement ou en totalité issu de l’article de Wikipédia en anglais intitulé « Women's Challenge » (voir la liste des auteurs).